# Gallabat
Gallabat ( en árabe: القلابات‎   ) es un pueblo en el estado sudanés de Al Qadarif . Se encuentra en uno de los puntos fronterizos del país con Etiopía ; al otro lado de la frontera se encuentra Metemma, el pueblo fronterizo correspondiente de Etiopía.

## Historia
La ciudad y el distrito forman una pequeña isla etnográfica en Al Qadarif, fundada en el siglo XVIII por una colonia de takruri de Darfur, quienes al encontrar el lugar como un lugar de descanso conveniente para sus compañeros de peregrinaje en su camino a La Meca y de regreso, obtuvo permiso del Emperador de Etiopía para establecer allí un asentamiento permanente. Situada en la principal ruta comercial de Sennar a Gondar (unos 145 kilómetros al este), además de ser el centro de la provincia fronteriza de Ras al-Fil, Gallabat se convirtió en un centro comercial de cierta importancia. El explorador escocés James Bruce (que llama a la ciudad Hor-Cacamoot) pasó dos meses en la ciudad en 1772, discapacitado con disentería que se curó solo con las hierbas de un curandero local y las atenciones de su compañero Yasin.
Un gobernante notable de Gallabat fue Sheikh Miri, quien ha sido descrito como "probablemente el más célebre de estos jefes fronterizos". El jeque formó una alianza con el jedive algún tiempo después de que Muhammad Ali de Egipto conquistara el sultanato de Sennar en 1821 y se proclamara independiente del Imperio etíope. Acompañó a los turcos (egipcios) en su incursión en Gondar, pero escapó de la emboscada que Dejazmach Kinfu había lanzado sobre los asaltantes. En 1838, el emperador Tewodros vengó el saqueo de Gondar con un ataque a Gallabat; Sheikh Miri, con muchos de los Takruri, fue asesinado.
Aproximadamente en 1870, los egipcios guarnecieron Gallabat. En 1886, la ciudad fue atacada por seguidores de Abdallahi ibn Muhammad (el sucesor de Muhammad Ahmad) y saqueada. Desde Gallabat, un grupo de asalto mahdista penetró hasta Gondar en Etiopía . Luego, los mahdistas saquearon Gondar. En marzo de 1889, en venganza, un ejército etíope bajo el mando del emperador Yohannes IV atacó a los mahdistas cerca de Gallabat en lo que se conoce como la Batalla de Gallabat (o Metemma). Yohannes IV originalmente tuvo éxito, y los mahdistas sufrieron muchas bajas, pero un disparo de un francotirador solitario mató al Emperador al final de la batalla, lo que provocó que su ejército huyera y fallara el ataque.
En 1899, los mahdistas fueron derrotados decisivamente en Sudán por las fuerzas británicas y egipcias durante la batalla de Umm Diwaykarat . Después de la Batalla de Omdurman, aún más decisiva, el gobierno mahdista en Sudán llegó a su fin. De 1899 a 1956, Gallabat estuvo ubicado en lo que se conoció como el Sudán anglo-egipcio.
En julio de 1940, durante la Campaña de África Oriental, las fuerzas italianas que avanzaban desde África Oriental Italiana obligaron a una pequeña guarnición británica comandada por Wilfred Thesiger a retirarse de Gallabat al paso de Khor el Otrub . Luego, los italianos ocuparon la ciudad hasta noviembre, cuando los británicos al mando del brigadier Slim lanzaron un ataque para recuperar la ciudad, pero debido a la baja moral del regimiento de Essex y la falta de coordinación de los bombarderos británicos, no lograron capturar Metemma.
En 1956, el Sudán anglo-egipcio se convirtió en la República independiente del Sudán.
En 1991, el presentador de televisión británico Michael Palin viajó a través de Gallabat en su camino a Gonder para el programa de televisión Pole to Pole.